# 多枝楼梯草
多枝楼梯草（学名：Elatostema ramosum）为荨麻科楼梯草属的植物，是中国的特有植物。分布于中国大陆的贵州等地，生长于海拔1,500米的地区，多生于山地林下，目前尚未由人工引种栽培。

## 异名
- Elatostema ramosum W. T. Wang var. villosum W. T. Wang